# Стемфорд (Коннектикут)
Сте́мфорд (англ. Stamford) — місто (англ. city) у північно-східній частині США, в окрузі Ферфілд штату Коннектикут. Населення — 135 470 осіб (2020).
Місто засноване англійцями у 1641 році, у 1893 році стало містом.

## Географія
Стемфорд розташований за координатами 41°4′47″ пн. ш. 73°32′46″ зх. д. / 41.07972° пн. ш. 73.54611° зх. д. (41.079857, -73.546028). За даними Бюро перепису населення США в 2010 році місто мало площу 134,79 км², з яких 97,48 км² — суходіл та 37,31 км² — водойми.

### Клімат
| Клімат : Стемфорд       | Клімат : Стемфорд | Клімат : Стемфорд | Клімат : Стемфорд | Клімат : Стемфорд | Клімат : Стемфорд | Клімат : Стемфорд | Клімат : Стемфорд | Клімат : Стемфорд | Клімат : Стемфорд | Клімат : Стемфорд | Клімат : Стемфорд | Клімат : Стемфорд | Клімат : Стемфорд |
| Показник                | Січ.              | Лют.              | Бер.              | Квіт.             | Трав.             | Черв.             | Лип.              | Серп.             | Вер.              | Жовт.             | Лист.             | Груд.             | Рік               |
| Абсолютний максимум, °C | 20,6              | 23,3              | 29,4              | 35,6              | 36,1              | 36,1              | 38,9              | 40,0              | 36,1              | 30,0              | 27,8              | 24,4              | 31,7              |
| Середній максимум, °C   | 3,4               | 5,7               | 10,3              | 17,3              | 22,9              | 27,3              | 29,8              | 28,7              | 24,7              | 18,4              | 12,4              | 6,1               | 17,3              |
| Середній мінімум, °C    | −6,7              | −5,4              | −1,6              | 3,8               | 8,9               | 13,9              | 16,8              | 16,2              | 12,2              | 5,8               | 1,2               | −3,7              | 5,2               |
| Абсолютний мінімум, °C  | −27,8             | −25,6             | −21,1             | −8,9              | −2,2              | 1,7               | 6,1               | 2,8               | −2,2              | −8,9              | −13,9             | −25               | −27,8             |
| Норма опадів, мм        | 114               | 84                | 119               | 115               | 126               | 110               | 104               | 108               | 122               | 112               | 116               | 109               | 1341              |
| Днів з опадами          | 10,5              | 9,7               | 10,9              | 12,5              | 12,5              | 11,7              | 10,2              | 9,7               | 9,8               | 9,2               | 10,6              | 11,3              | 128,6             |
| Днів зі снігом          | 4,8               | 4,3               | 2,5               | ,4                | 0                 | 0                 | 0                 | 0                 | 0                 | 0                 | ,4                | 2,7               | 15,1              |
| ----------------------- | ----------------- | ----------------- | ----------------- | ----------------- | ----------------- | ----------------- | ----------------- | ----------------- | ----------------- | ----------------- | ----------------- | ----------------- | ----------------- |
| Джерело: NCDC           |                   |                   |                   |                   |                   |                   |                   |                   |                   |                   |                   |                   |                   |

## Демографія
Згідно з переписом 2010 року, у місті мешкали 122 643 особи в 47 357 домогосподарствах у складі 30 019 родин. Густота населення становила 910 осіб/км². Було 50573 помешкання (375/км²).
Расовий склад населення:
| - 65,0 % — білих - 13,9 % — чорних або афроамериканців - 7,9 % — азіатів - 0,3 % — корінних американців - 0,1 % — вихідців з тихоокеанських островів - 9,7 % — осіб інших рас |

До двох чи більше рас належало 3,2 %. Частка іспаномовних становила 23,8 % від усіх жителів.
За віковим діапазоном населення розподілялося таким чином: 21,6 % — особи молодші 18 років, 65,3 % — особи у віці 18—64 років, 13,1 % — особи у віці 65 років та старші. Медіана віку мешканця становила 37,1 року. На 100 осіб жіночої статі у місті припадало 97,0 чоловіків; на 100 жінок у віці від 18 років та старших — 94,9 чоловіків також старших 18 років.
Середній дохід на одне домашнє господарство становив 125 112 долари США (медіана — 79 359), а середній дохід на одну сім'ю — 145 844 долари (медіана — 95 438). Медіана доходів становила 66 837 доларів для чоловіків та 55 482 долари для жінок. За межею бідності перебувало 9,4 % осіб, у тому числі 11,2 % дітей у віці до 18 років та 9,9 % осіб у віці 65 років та старших.
Цивільне працевлаштоване населення становило 67 979 осіб. Основні галузі зайнятості: освіта, охорона здоров'я та соціальна допомога — 20,3 %, науковці, спеціалісти, менеджери — 19,3 %, фінанси, страхування та нерухомість — 14,3 %, мистецтво, розваги та відпочинок — 9,5 %.

## Українці Стемфорда
У 1974 році в місті нараховувалось близько 400 українців. Оскільки українці почали тут селитися з початку століття, в 1916 році тут була утворена греко-католицька парафія. У 1933 році єпископ Костянтин Богачевський заснував у Стемфорді малу семінарію (у 1939 році — при ній коледж), у 1935 році — музей та бібліотеку. З 1942 року Стемфорд — центр єпископського помічника Філадельфійської митрополії, з 1956 року — окремого екзархату, з 1958 року — Стемфордської єпархії УГКЦ.
Тут діє спортивне товариство СК Леви (Стемфорд).

## Міста-побратими
- Спарта
- Афула
- Мінтурно
- Сеттефраті
- р-н Цзянду (Янчжоу)
- Ліма
- Краматорськ: 10 квітня 2023, до річниці трагічних подій на залізничній станції Краматорськ очільник міської військової адміністрації Олександр Гончаренко та мер Стемфорда Каролін Сіммонс підписали меморандум про встановлення між містами стосунків міст-побратимів.[7]

## Відомі люди
- Ірвін Віллат (1890-1976) — американський режисер епохи німого кіно
- Крістофер Аллен Ллойд (* 1938) — американський актор кіно та телебачення
- Кофер Блек (* 1950) — американський дипломат, контррозвідник
- Ден Меллой (* 1955) — американський політик
- Сінді Ґайєр (* 1961) — американська акторка
- Кендес Овенс (* 1989) — американська консервативна блогерка і політична активістка.